# Kitty, une sacrée conférence
Kitty, une sacrée conférence (Kitty und die große Welt) est un film allemand réalisé par Alfred Weidenmann, sorti en 1956.

## Synopsis
A Genève, lors d'une conférence de la plus haute importance entre les principaux ministres européens, la jeune Kitty se retrouve à dîner par hasard avec le ministre anglais, Sir Ashlin. À la une de tous les journaux de la ville le lendemain matin, la jeune fille devient la cible de tous les photographes. L'ambassade anglaise confie alors à Robert Ashlin, le séduisant neveu du ministre, la mission d'éloigner Kitty le temps que l'agitation se calme.

## Fiche technique
- Titre original : Kitty und die große Welt
- Titre français : Kitty, une sacrée conférence
- Titre alternatif : Kitty à la conquête du monde
- Réalisation : Alfred Weidenmann
- Scénario : Emil Burri, Stefan Donat, Herbert Reinecker et Johannes Mario Simmel
- Production : Wilhelm Sperber
- Musique : Hans-Martin Majewski
- Photographie : Helmuth Ashley
- Montage : Carl Otto Bartning
- Pays d'origine : Allemagne de l'Ouest
- Format : Couleurs - 1,37:1 - Mono
- Genre : Comédie
- Durée : 94 minutes
- Date de sortie : 13 septembre 1956 (Allemagne de l'Ouest)

## Distribution
- Romy Schneider : Kitty Dupont
- Karlheinz Böhm : Robert Ashlin
- O. E. Hasse : Sir William Ashlin
- Ernst Schröder : Mr. Crawford